# ماريك إيبن
ماريك إيبن (بالتشيكية: Marek Eben)‏ هو مغن مؤلف وملحن وممثل تشيكي، ولد في 18 ديسمبر 1957 في براغ في التشيك.

## وصلات خارجية
- ماريك إيبن على موقع IMDb (الإنجليزية)
- ماريك إيبن على موقع ميوزك برينز (الإنجليزية)
- ماريك إيبن على موقع أول ميوزيك (الإنجليزية)
- ماريك إيبن على موقع ديسكوغز (الإنجليزية)
- ماريك إيبن على موقع قاعدة بيانات الفيلم (الإنجليزية)
- ماريك إيبن على موقع كينوبويسك (الروسية)